# Petersham (Massachusetts)
Petersham é uma vila localizada no condado de Worcester no estado estadounidense de Massachusetts. No Censo de 2010 tinha uma população de 1.234 habitantes e uma densidade populacional de 6,98 pessoas por km².

## Geografia
Petersham encontra-se localizado nas coordenadas 42° 27′ 33″ N, 72° 12′ 59″ O. Segundo o Departamento do Censo dos Estados Unidos, Petersham tem uma superfície total de 176.82 km², da qual 140.48 km² correspondem a terra firme e (20.55%) 36.34 km² é água.

## Demografia
Segundo o censo de 2010, tinha 1.234 pessoas residindo em Petersham. A densidade populacional era de 6,98 hab./km². Dos 1.234 habitantes, Petersham estava composto pelo 98.3% brancos, o 0.16% eram afroamericanos, o 0.08% eram amerindios, o 0.41% eram asiáticos, o 0% eram insulares do Pacífico, o 0.24% eram de outras raças e o 0.81% pertenciam a duas ou mais raças. Do total da população o 1.05% eram hispanos ou latinos de qualquer raça.